# 주후이구

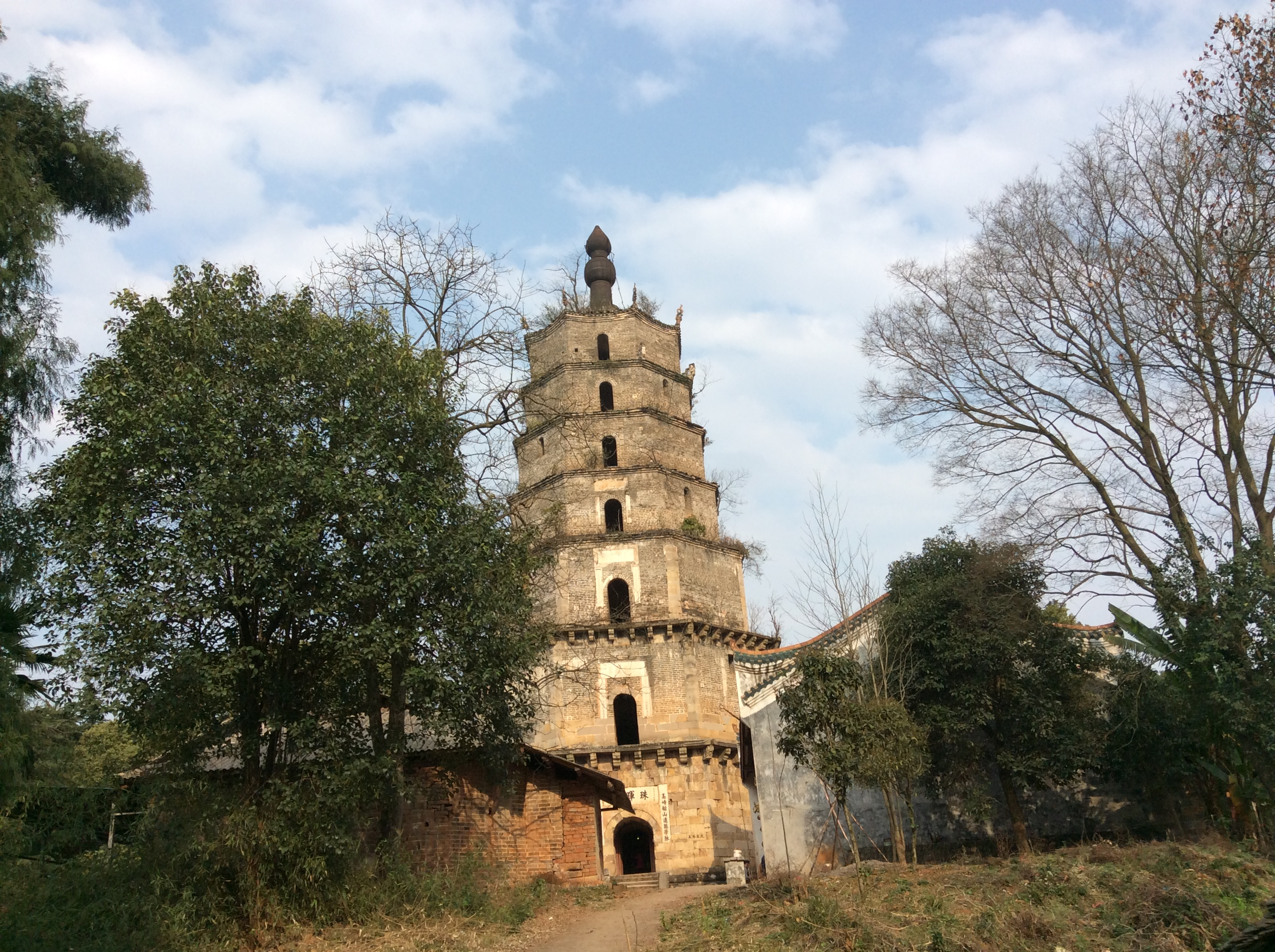

주후이구(한국어: 주휘구, 중국어: 珠晖区, 병음: Zhūhuī Qū)는 중화인민공화국 후난성 헝양 시의 현급 행정구역이다. 넓이는 227km2이고, 인구는 2007년 기준으로 280,000명이다.

## 행정 구역
6개 가도, 2개 진, 2개 향을 관할한다.
- 가도: 广东路街道, 东风路街道, 冶金街道, 苗圃街道, 粤汉街道, 新湘街道.
- 진: 茶山坳镇, 东阳渡镇.
- 향: 和平乡, 酃湖乡.